# Спільний європейський дім
Спільний європейський дім — концепція, створена і підтримана колишнім генеральним секретарем ЦК КПРС Михайлом Горбачовим.
Ця концепція має деякі витоки у зовнішній політиці Леоніда Брежнєва, який використовував цю фразу під час візиту до Бонна в 1981 році. Однак в той час вона, ймовірно, використовувалася в спробі посіяти розбрат між Сполученими Штатами та європейськими союзниками з очікуванням на пом'якшення американської політики. Хоча Горбачов використовував аналогічну фразу в заяві 1985 року, назвавши Старий Світ «нашим спільним домом», можливо, найбільш відоме використання цього терміна виникло, коли Горбачов представив свою концепцію «нашого спільного європейського дому» або «загальноєвропейського дому» під час візиту до Чехословаччини в квітні 1987 року. У своєму основному зверненні в Празі він заявив:
Ми надаємо першочергове значення європейському курсу нашої зовнішньої політики… Ми рішуче виступаємо проти поділу континенту на військові блоки, що протистоять один одному, проти накопичення військових арсеналів у Європі, проти всього, що є джерелом загрози війни. У дусі нового мислення ми висунули ідею «загальноєвропейського дому»… [який] означає, перш за все, визнання певного єдиного цілого, хоча держави, про які згадуються, належать до різних соціальних систем і є членами військово-політичних блоків, що протистоять один одному. Цей термін включає як поточні проблеми, так і реальні можливості їх вирішення.
У той час східноєвропейські аналітики розглядали цю риторику як спосіб для Горбачова запобігти відкритому повстанню східноєвропейських країн Східного блоку. Джим Гоґланд писав, що «спільний європейський дім» Горбачова та «цілісна і вільна Європа» Джорджа Буша були конкуруючими концепціями, що описували одну й ту ж ситуацію: економічний й ідеологічний крах радянської влади одночасно з набуттям Європейським співтовариством нового динамізму та економічного впливу.
12 червня 1989 року Генеральний секретар Горбачов прибув до Бонна і провів приватні переговори з канцлером Гельмутом Колем та президентом Ріхардом фон Вайцзеккером. Наступного дня Коль і Горбачов підписали спільну декларацію на підтримку національного самовизначення, взаємного скорочення ядерних і звичайних сил і «спільного європейського дому», в якому Канада і Сполучені Штати грають певну роль. Він також заявив, що, присвоївши географічне визначення «Європи від Атлантики до Уралу» Шарля де Голля, Горбачов намагався зберегти присутність Радянського Союзу.
У своєму виступі перед Радою Європи в Страсбурзі 6 липня 1989 року Горбачов заявив:
Філософія концепції «Спільного європейського дому» виключає ймовірність воєнного зіткнення і саму можливість застосування сили або погрози силою — альянсу проти альянсу, всередині альянсів, де б то не було. Ця філософія передбачає, що доктрина стриманості повинна зайняти місце доктрини стримування. Це не просто гра слів, а логіка європейського розвитку, що підказана самим життям.
29 листопада 1989 року генеральний секретар Горбачов по дорозі на майбутній саміт на Мальті з президентом Джорджем Бушом прибув до Риму. Наступного дня він виступив з промовою у міській раді Риму, в якій виклав поняття «спільного європейського дому» як співдружність суверенних і економічно взаємозалежних держав. Потім він також запропонував провести в 1990 році засідання Комісії з безпеки і співробітництва в Європі, а наступного дня зустрівся з Папою Римським Іваном Павлом II у Ватикані.
У той же час аналітики, такі як Роберт Горматс, вважали Європейське співтовариство, що зароджується, найбільш підходящим для того, щоб взяти на себе роль спільного європейського дому завдяки його «моральній, політичній і соціальній — а також економічній — силі». Рональд Асмус зазначив, що «бачення Горбачова спільного європейського дому грунтувалося на переконанні, що реформи в Східній Європі можна контролювати і що реформістські комуністичні партії будуть продовжувати грати важливу роль в політиці своїх країн, в тому числі і в НДР». Койт Блекер писав, що радянське керівництво «схоже, вважало, що будь-яка втрата авторитету Радянського Союзу в Східній Європі буде більш ніж компенсована чистим зростанням його впливу в Західній Європі».